# Hans Joachim von Wartenberg

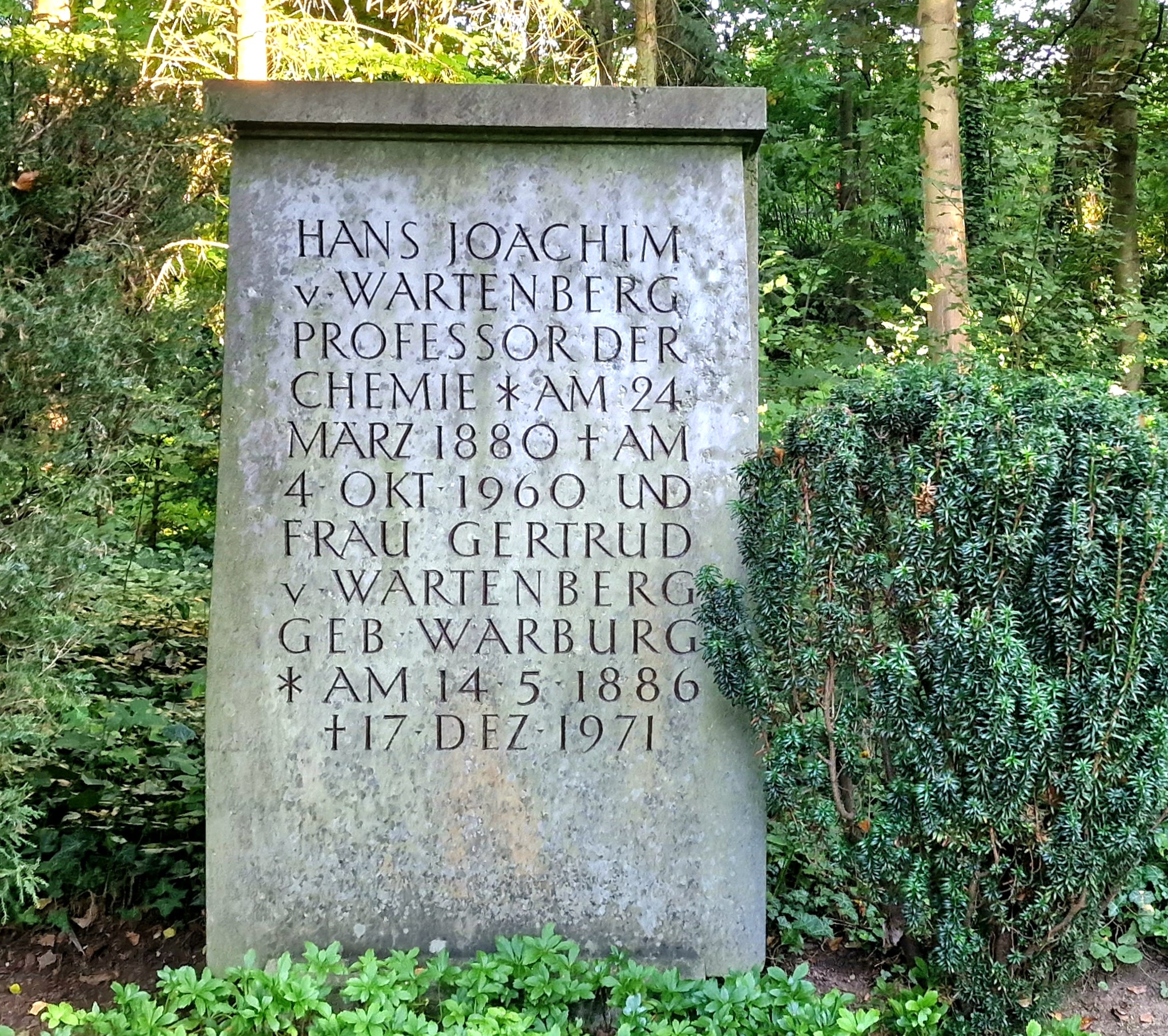
Grabstein Hans Joachim von Wartenberg auf dem Stadtfriedhof Göttingen

Hans Joachim von Wartenberg (* 24. März 1880 in Kellinghusen; † 4. Oktober 1960 in Göttingen) war ein deutscher Chemiker für Anorganische Chemie und Physikalische Chemie.

## Leben
Seine Eltern waren der preußische Justiz und Kammergerichtsrat Heinrich Karl Hardwig Wolfgang von Wartenberg  (* 8. August 1851) und dessen erste Ehefrau Martha Johanna Kaestner (* 29. April 1858). Die Ehe seiner Eltern wurde 1894 geschieden. Seine Großmutter war die Malerin Marie von Wartenberg.
Hans Joachim von Wartenberg studierte ab 1899 Naturwissenschaften und besonders Chemie an der Universität Berlin und bei Walther Nernst in Göttingen und Berlin, bei dem er 1902 in Berlin promoviert wurde (Beitrag zur Kenntnis der Quecksilberoxyhalogenide). Nach der Habilitation 1908 wurde er Abteilungsleiter im Institut für Physikalische Chemie der Universität Berlin und 1910 außerordentlicher Professor. 1913 wurde er ordentlicher Professor für Physikalische Chemie an der Technischen Hochschule Danzig und 1916 ordentlicher Professor für Anorganische Chemie. Ab 1932 war er ordentlicher Professor für Anorganische Chemie an der Universität Göttingen (als Nachfolger von Richard Zsigmondy und Gustav Tammann), wo er 1936 von den Nationalsozialisten zwangsemeritiert wurde. Er arbeitete danach weiter in Göttingen im Institut des Festkörperphysikers Robert Wichard Pohl. 1945 erhielt er seinen Lehrstuhl zurück und wurde 1949 emeritiert.
Wartenberg war ein Pionier in der Untersuchung chemischer Gleichgewichte bei hohen Temperaturen. Dazu entwickelte er Mikro-Messverfahren und Methoden kleinste Gasmengen zu messen. Er bestimmte bei vielen Salzen, Metallen und Elementen Dampfdrücke und Siedepunkte, lieferte zuverlässige thermodynamische Daten zur Chlordissoziation und die Sauerstoff-Dissoziation und das Sauerstoff-Ozongleichgewicht bei hohen Temperaturen. Technische Anwendungen hatte auch seine Untersuchung von Gleichgewichten in der Acetylen-Chemie.
Anfang der 1950er Jahre war er an für die Festkörperphysik wichtigen Untersuchungen beteiligt, Silizium rein darzustellen.
1910 heiratete er Gertrud Warburg (1886–1971), Otto Warburgs Schwester.

## Ehrungen
1951 wurde er mit der Bunsen-Denkmünze der Deutschen Bunsen-Gesellschaft für Physikalische Chemie ausgezeichnet.

## Schriften
- zusammen mit H. Schütza: Ein neues Silbervoltameter. In: Wilhelm Geibel (Hrsg.): Festschrift zum 70. Geburtstage von Dr. phil. Dr. ing. e. h. Wilhelm Heraeus, Hanau: G. M. Albertis Hofbuchhandlung Bruno Clauss 1930, S. 159–163.